# NGC 6328
NGC 6328 في الفهرس العام الجديد هي مجرة حلزونية متوسطة تقع في كوكبة المجمرة. صُنفت بفئة SAB(s)ab في تصنيف المجرات. واكتشفها العالم الفلكي البريطاني جون هيرشل في 2 مايو 1835. وتقع NGC 6328 على بُعد 199 مليون سنة ضوئية من الأرض.